# Jomalchén
Jomalchén är en ort i Mexiko.   Den ligger i kommunen Ocosingo och delstaten Chiapas, i den sydöstra delen av landet, 800 km öster om huvudstaden Mexico City. Jomalchén ligger 1 492 meter över havet och antalet invånare är 143.
Terrängen runt Jomalchén är kuperad åt sydväst, men åt nordost är den bergig. Runt Jomalchén är det glesbefolkat, med 16 invånare per kvadratkilometer. Närmaste större samhälle är Ocosingo, 11,2 km öster om Jomalchén. I omgivningarna runt Jomalchén växer i huvudsak städsegrön lövskog.